# Donald R. Elliott
Donald R. Elliott é um especialista em efeitos visuais estadunidense. Venceu o Oscar de melhores efeitos visuais na edição de 2013 por Life of Pi, ao lado de Bill Westenhofer, Guillaume Rocheron e Erik-Jan de Boer.

## Filmografia
- Star Trek IV: The Voyage Home (1986)
- Twins (1988)
- Back to the Future Part II (1989)
- Back to the Future Part III (1990)
- Hook (1991)
- Death Becomes Her (1992)
- Jurassic Park (1993)
- The Flintstones (1994)
- Congo (1995)
- Mars Attacks! (1996)
- The Lost World: Jurassic Park (1997)
- Deep Impact (1998)
- Jurassic Park III (2001)
- Minority Report (2002)
- Pirates of the Caribbean: Dead Man's Chest (2006)
- A Christmas Carol (2009)
- Life of Pi (2012)